# Salamandre à deux lignes
Eurycea bislineata
Espèce
Synonymes
- Salamandra bislineata Green, 1818
- Salamandra flavissima Harlan, 1826
- Salamandra haldemani Holbrook, 1840
- Salamandra bitaeniata Duméril, Bibron & Duméril, 1854
- Salamandra dorsata Duméril, Bibron & Duméril, 1854
- Spelerpes bilineatus borealis
Baird in Cope, 1889
- Eurycea bislineata major
Trapido & Clausen, 1938
- Eurycea bislineata rivicola Mittleman, 1949

Statut de conservation UICN

 LC  : Préoccupation mineure
Eurycea bislineata, la Salamandre à deux lignes est une espèce d'urodèles de la famille des Plethodontidae.

## Répartition
Cette espèce se rencontre dans l'est de l'Amérique du Nord, :
- dans le nord-est des États-Unis au Maine, au New Hampshire, au Vermont, au Massachusetts, au Rhode Island, au Connecticut, dans l'État de New York, au New Jersey, au Delaware, au Maryland, au District de Columbia, en Pennsylvanie, en Virginie, en Virginie-Occidentale, en Ohio et au Michigan ;
- dans le sud-est du Canada au Nouveau-Brunswick, dans le sud du Québec et l'Est de l'Ontario.

## Description

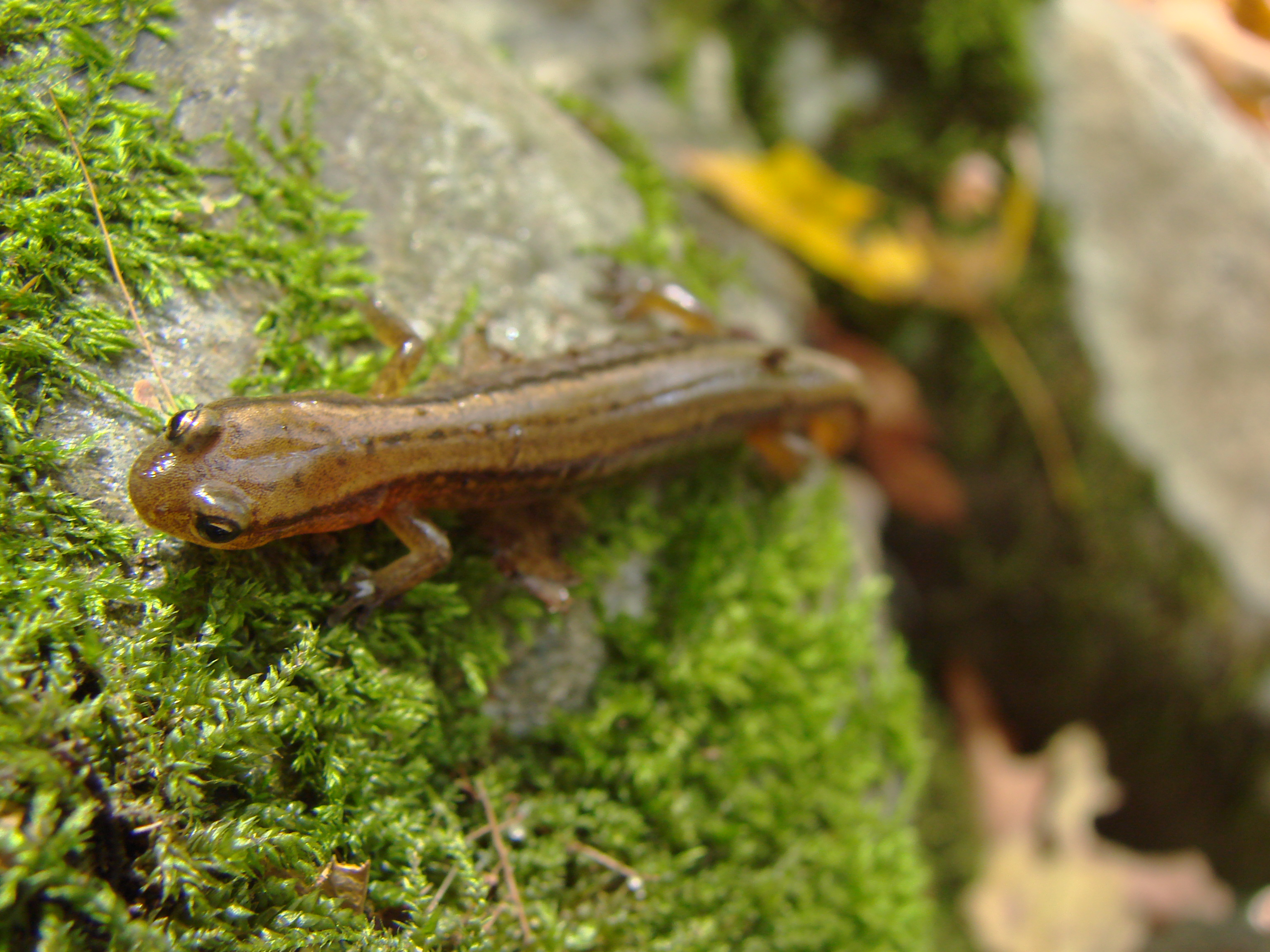
Eurycea bislineata

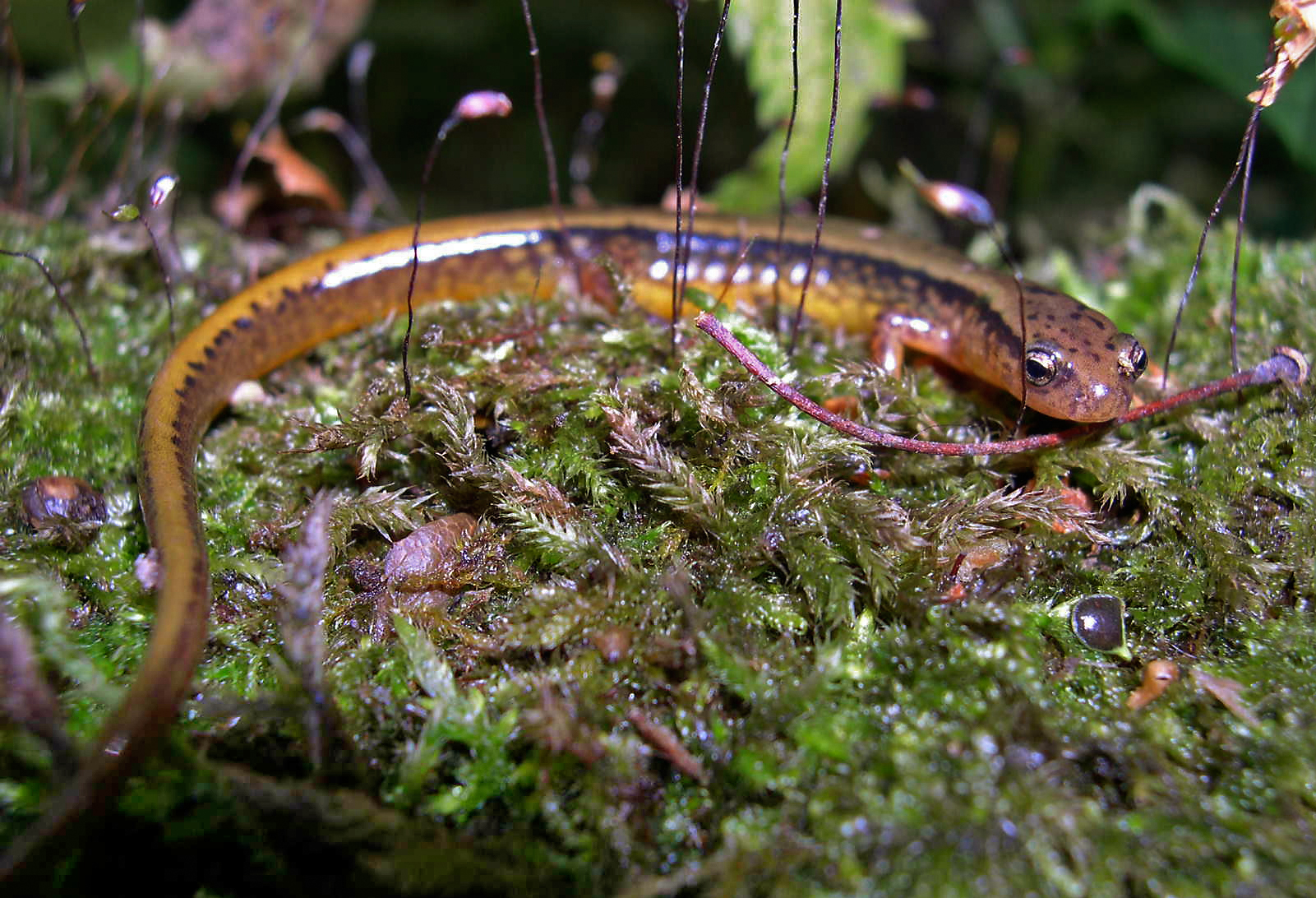
Eurycea bislineata

Les mâles mesurent de 67 mm à 92 mm et les femelles de 61 mm à 97 mm.

## Publication originale
- Green, 1818 : Descriptions of several species of North American Amphibia, accompanied with observations. Journal of the Academy of Natural Sciences of Philadelphia, vol. 1, p. 348-359 (texte intégral).